# Coppa Europa di atletica leggera 1967
La seconda edizione della Coppa Europa di atletica leggera si svolse nel 1967. Le finali si disputarono Kiev, in Unione Sovietica: il 15 settembre le gare femminili, il 16 e il 17 settembre quelle maschili.
Così come nella precedente edizione, entrambe le competizioni videro la vittoria dell'Unione Sovietica.

## Formula
Per ciascuna delle due competizioni le sei squadre finaliste sono state selezionate attraverso tre semifinali a ciascuna delle quali hanno preso parte 6 squadre. Per la gara maschile, che vedeva iscritte 26 nazioni, è stato necessario un turno preliminare.

### Coppa maschile
I tre gironi del turno preliminare si sono svolti a Copenaghen, ad Atene e a Dublino e hanno visto la qualificazione alle semifinali rispettivamente di Paesi Bassi, Svizzera e Belgio.
| Pos. | Nazione     | Punti |
| ---- | ----------- | ----- |
| 1    | Paesi Bassi | 59    |
| 2    | Danimarca   | 56    |
| 3    | Australia   | 53    |
| 4    | Turchia     | 31    |

| Pos. | Nazione    | Punti |
| ---- | ---------- | ----- |
| 1    | Svizzera   | 65    |
| 2    | Spagna     | 54    |
| 3    | Grecia     | 48    |
| 4    | Portogallo | 33    |

| Pos. | Nazione | Punti |
| ---- | ------- | ----- |
| 1    | Belgio  | 115   |
| 2    | Irlanda | 98,5  |
| 3    | Islanda | 86,5  |

Le semifinali si sono svolte il 22 e 23 luglio nelle sedi di Duisburg, Ostrava e Stoccolma. Le prime due squadre si sono qualificate per la finale. Nella semifinale di Duisburg, vinta nettamente dai padroni di casa della Germania Ovest, la Gran Bretagna è stata inaspettatamente eliminata a vantaggio dell'Ungheria. Nessuna sorpresa nelle altre due semifinali: a Ostrava si sono qualificate Polonia e Francia, con un buon margine su Cecoslovacchia e Italia, mentre a Stoccolma Unione Sovietica e Germania Est non hanno avuto problemi a superare il turno.
| Pos. | Nazione        | Punti |
| ---- | -------------- | ----- |
| 1    | Germania Ovest | 105   |
| 2    | Ungheria       | 78    |
| 3    | Regno Unito    | 77    |
| 4    | Svizzera       | 56    |
| 5    | Bulgaria       | 54    |
| 6    | Jugoslavia     | 37    |

| Pos. | Nazione        | Punti |
| ---- | -------------- | ----- |
| 1    | Polonia        | 94    |
| 2    | Francia        | 93    |
| 3    | Cecoslovacchia | 79    |
| 4    | Italia         | 71    |
| 5    | Romania        | 51    |
| 6    | Paesi Bassi    | 31    |

| Pos. | Nazione          | Punti |
| ---- | ---------------- | ----- |
| 1    | Unione Sovietica | 105   |
| 2    | Germania Est     | 87    |
| 3    | Svezia           | 69    |
| 4    | Norvegia         | 55    |
| 5    | Belgio           | 53    |
| 6    | Finlandia        | 51    |

### Coppa femminile
Le 17 squadre iscritte hanno disputato le semifinali il 16 luglio nelle sedi di Dresda, Oslo e Wuppertal. Le prime due di ciascuna semifinale si sono qualificate per la finale.
| Pos. | Nazione      | Punti |
| ---- | ------------ | ----- |
| 1    | Germania Est | 45    |
| 2    | Ungheria     | 39    |
| 3    | Paesi Bassi  | 36    |
| 4    | Bulgaria     | 29    |
| 5    | Italia       | 15    |

| Pos. | Nazione          | Punti |
| ---- | ---------------- | ----- |
| 1    | Unione Sovietica | 55    |
| 2    | Regno Unito      | 47    |
| 3    | Svezia           | 42    |
| 4    | Romania          | 42    |
| 5    | Norvegia         | 23    |
| 6    | Danimarca        | 21    |

| Pos. | Nazione        | Punti |
| ---- | -------------- | ----- |
| 1    | Polonia        | 55    |
| 2    | Germania Ovest | 54    |
| 3    | Cecoslovacchia | 38    |
| 4    | Francia        | 37    |
| 5    | Jugoslavia     | 25    |
| 6    | Austria        | 22    |

## Classifiche finali
L'esito della coppa maschile è stato incertissimo fino all'ultima gara e ha visto la vittoria dell'Unione Sovietica con un punto di vantaggio sulla Germania Est e due sulla Germania Ovest.
Ordine di arrivo identico per i primi quattro posti nella coppa femminile, con le prime tre squadre più distanziate fra loro e un margine minimo a separare la terza classificata da Polonia, Gran Bretagna e Ungheria.
| Pos. | Nazione          | Punti |
| ---- | ---------------- | ----- |
| 1    | Unione Sovietica | 81    |
| 2    | Germania Est     | 80    |
| 3    | Germania Ovest   | 79    |
| 4    | Polonia          | 68    |
| 5    | Francia          | 57    |
| 6    | Ungheria         | 53    |

| Pos. | Nazione          | Punti |
| ---- | ---------------- | ----- |
| 1    | Unione Sovietica | 51    |
| 2    | Germania Est     | 43    |
| 3    | Germania Ovest   | 36    |
| 4    | Polonia          | 35    |
| 5    | Regno Unito      | 34    |
| 6    | Ungheria         | 32    |

## Risultati individuali

### Uomini
| Specialità             | Oro                  | Prestazione | Argento               | Prestazione | Bronzo               | Prestazione |
| 100 metri              | Vladislav Sapeya     | 10"3        | Harmut Wilke          | 10"4        | Harald Eggers        | 10"5        |
| 200 metri              | Jean-Claude Nallet   | 20"9        | Jan Werner            | 20"9        | László Mihályfi      | 21"1        |
| 400 metri              | Jean-Claude Nallet   | 46"3        | Fritz Roderfeld       | 46"4        | Andrzej Badeński     | 46"8        |
| 800 metri              | Manfred Matuschewski | 1'46"9      | Franz-Josef Kemper    | 1'46"9      | Jean-Pierre Dufresne | 1'48"2      |
| 1 500 metri            | Manfred Matuschewski | 3'40"2      | Bodo Tümmler          | 3'40"5      | Oleg Rayko           | 3'41"2      |
| 5 000 metri            | Harald Norpoth       | 15'26"8     | Jürgen Haase          | 15'27"8     | György Kiss          | 15'29"2     |
| 10 000 metri           | Jürgen Haase         | 28'54"2     | Lajos Mecser          | 28'55"6     | Anatoliy Makarov     | 28'58"6     |
| 3000 metri siepi       | Anatoliy Kuryan      | 8'38"8      | Manfred Letzerich     | 8'39"6      | Guy Texereau         | 8'41"2      |
| 110 metri ostacoli     | Viktor Balikhin      | 14"0        | Adam Kolodziejczyk    | 14"2        | Pierre Schoebel      | 14"2        |
| 400 metri ostacoli     | Gerhard Hennige      | 50"2        | Wilhelm Weistand      | 50"5        | Joachim Singer       | 50"8        |
| 4×100 metri            | Francia              | 39"2        | Germania Ovest        | 39"3        | Germania Est         | 39"4        |
| 4×400 metri            | Polonia              | 3'04"4      | Germania Ovest        | 3'04"5      | Germania Est         | 3'05"8      |
| Salto in alto          | Valentin Gavrilov    | 2,09        | Wolfgang Schillkowski | 2,07        | Sándor Noszály       | 2,07        |
| Salto con l'asta       | Wolfgang Nordwig     | 5,10        | Gennadiy Bliznetsov   | 5,05        | Klaus Lehnertz       | 4,90        |
| Salto in lungo         | Igor' Ter-Ovanesjan  | 8,14w       | Andrzej Stalmach      | 7,88w       | Josef Schwarz        | 7,85w       |
| Salto triplo           | Viktor Saneev        | 16,67       | Hans-Jürgen Rückborn  | 16,49       | Józef Schmidt        | 16,29       |
| Getto del peso         | Vilmos Varjú         | 19,25       | Heinfried Birlenbach  | 19,20       | Dieter Prollius      | 18,82       |
| Lancio del disco       | Edmund Piątkowski    | 59,10       | Detlef Thorith        | 57,86       | Vitautas Jaras       | 56,60       |
| Lancio del martello    | Romual'd Klim        | 70,58       | Gyula Zsivótzky       | 68,12       | Uwe Beyer            | 66,80       |
| Lancio del giavellotto | Jānis Lūsis          | 85,38       | Manfred Stolle        | 81,14       | Gergely Kulcsár      | 79,46       |

### Donne
| Specialità             | Oro                | Prestazione | Argento            | Prestazione | Bronzo               | Prestazione |
| 100 metri              | Irena Kirszenstein | 11"2        | Renate Heldt       | 11"5        | Margit Nemesházi     | 11"6        |
| 200 metri              | Irena Kirszenstein | 23"0        | Annamária Tóth     | 23"4        | Vera Popkova         | 23"4        |
| 400 metri              | Lillian Board      | 53"7        | Antónia Munkácsi   | 54"1        | Lyudmila Samotyesova | 54"3        |
| 800 metri              | Laine Erik         | 2'06"8      | Danuta Sobieska    | 2'07"0      | Anita Rottmüller     | 2'07"2      |
| 80 metri ostacoli      | Karin Balzer       | 10"8        | Pat Jones          | 10"9        | Inge Schell          | 11"0        |
| 4×100 metri            | Unione Sovietica   | 45"0        | Regno Unito        | 45"3        | Germania Est         | 45"3        |
| Salto in alto          | Antonina Okorokova | 1,79        | Rita Schmidt       | 1,70        | Dorothy Shirley      | 1,67        |
| Salto in lungo         | Ingrid Becker      | 6,63        | Tat'jana Talyševa  | 6,49        | Mary Rand            | 6,26        |
| Getto del peso         | Nadežda Čižova     | 18,24       | Margitta Gummel    | 17,66       | Judit Bognár         | 16,58       |
| Lancio del disco       | Karin Illgen       | 58,26       | Lyudmila Muravyova | 56,70       | Jolán Kleiber        | 56,70       |
| Lancio del giavellotto | Daniela Jaworska   | 56,88       | Ameli Koloska      | 54,22       | Ruth Fuchs           | 53,18       |